# Marquixanes
Marquixanes [maʁkiʃan]  est une commune française, située dans le centre du département des Pyrénées-Orientales en région Occitanie.
Sur le plan historique et culturel, la commune est dans le pays de Conflent, correspondant à l'ensemble des vallées pyrénéennes qui « confluent » avec le lit creusé par la Têt entre Mont-Louis et Rodès.
La commune possède un patrimoine naturel remarquable composé de deux zones naturelles d'intérêt écologique, faunistique et floristique.

## Géographie

### Localisation

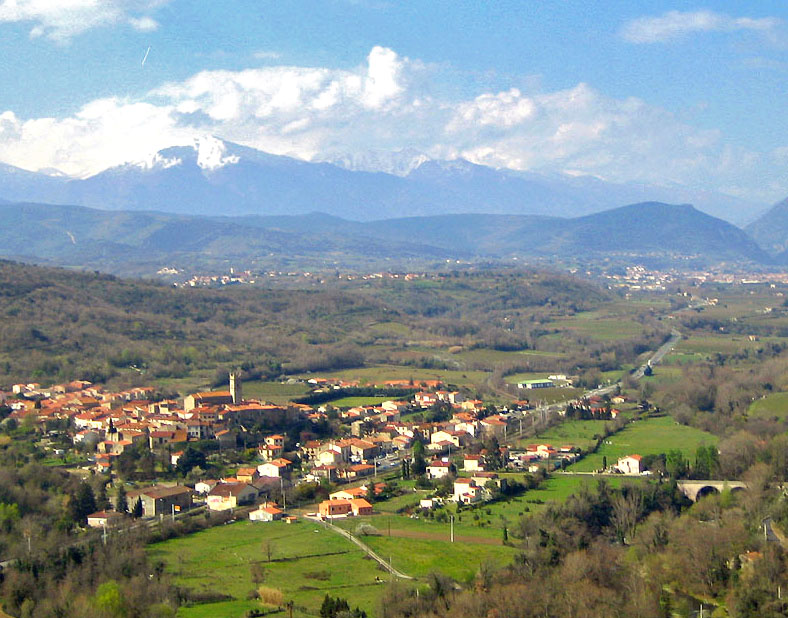
Vue générale du village

La commune de Marquixanes se trouve dans le département des Pyrénées-Orientales, en région Occitanie.
Elle se situe à 34 km à vol d'oiseau de Perpignan, préfecture du département, à 6 km de Prades, sous-préfecture, et à 24 km d'Amélie-les-Bains-Palalda.
Sur le plan historique et culturel, Marquixanes fait partie de la région de Conflent, héritière de l'ancien comté de Conflent et de la viguerie de Conflent. Ce pays correspond à l'ensemble des vallées pyrénéennes qui « confluent » avec le lit creusé par la Têt entre Mont-Louis, porte de la Cerdagne, et Rodès, aux abords de la plaine du Roussillon.
La commune se trouve dans l'aire d'attraction de Perpignan ainsi que dans sa zone d'emploi, et dans le bassin de vie de Prades

### Communes limitrophes
Les communes limitrophes sont  Arboussols, Espira-de-Conflent, Estoher, Eus, Los Masos et Vinça.

### Géologie et relief
La commune de Marquixanes compte trois zones géologiques, : 
- Au nord de la Têt se trouve une zone de granit hercynien (qui fait partie du vaste massif granitique de Millas; c 300 Ma).
- Une étroite zone de dépôts fluviaux quaternaires longe le fond de la vallée de la Têt.

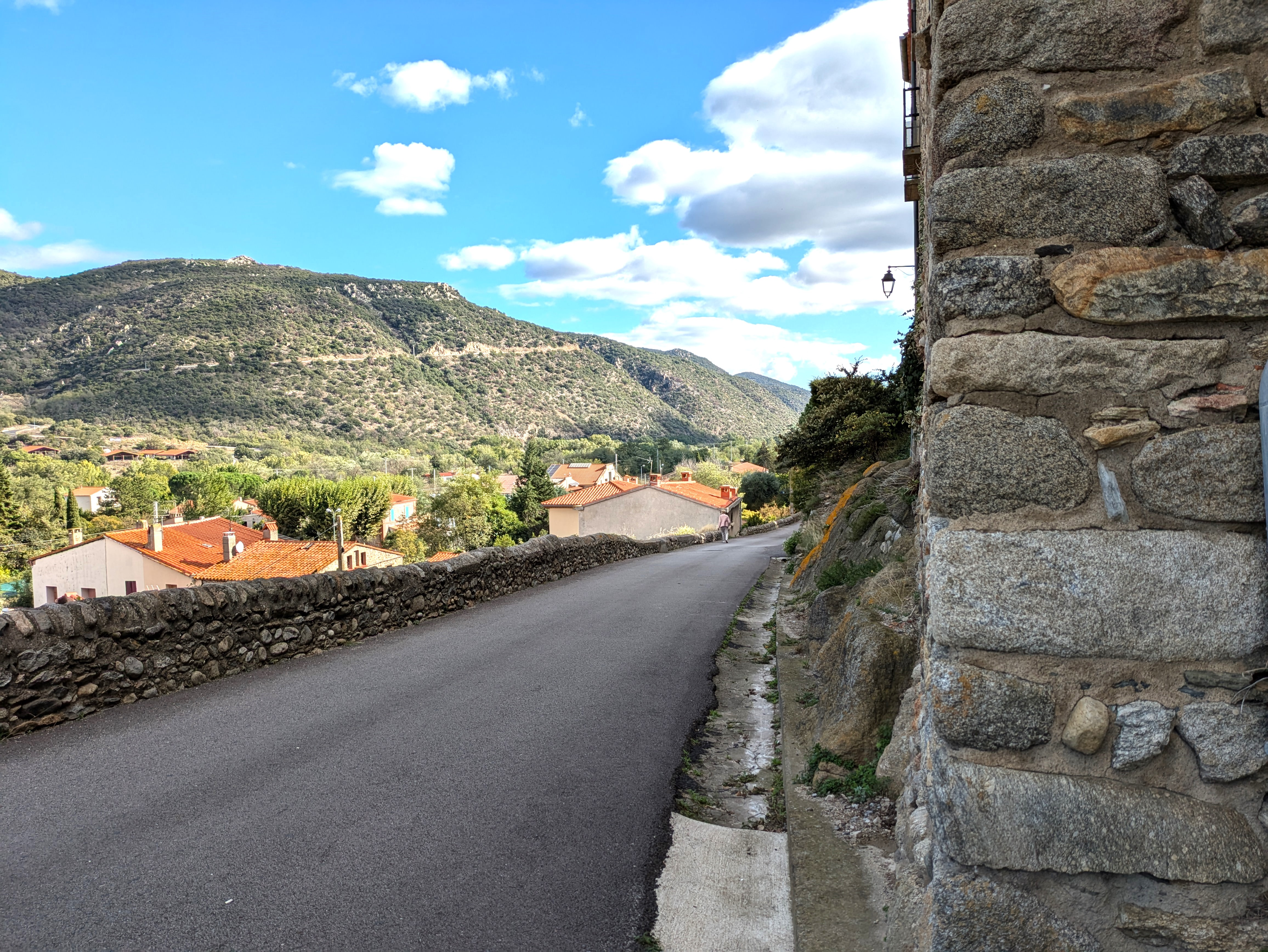
La majeure partie de la section sud de la commune repose sur des sédiments grossiers d'âge miocène (dans une partie du bassin tectonique du Conflent; c 20 Ma). Le village de Marquixanes est situé sur un petit affleurement de granit qui est séparé du massif de Millas au nord par le fond de la vallée de la Têt. Des sections des murs et des bâtiments médiévaux du village ont été construites avec des blocs de ce granit
- Le village de Marquixanes sur son affleurement de granit.
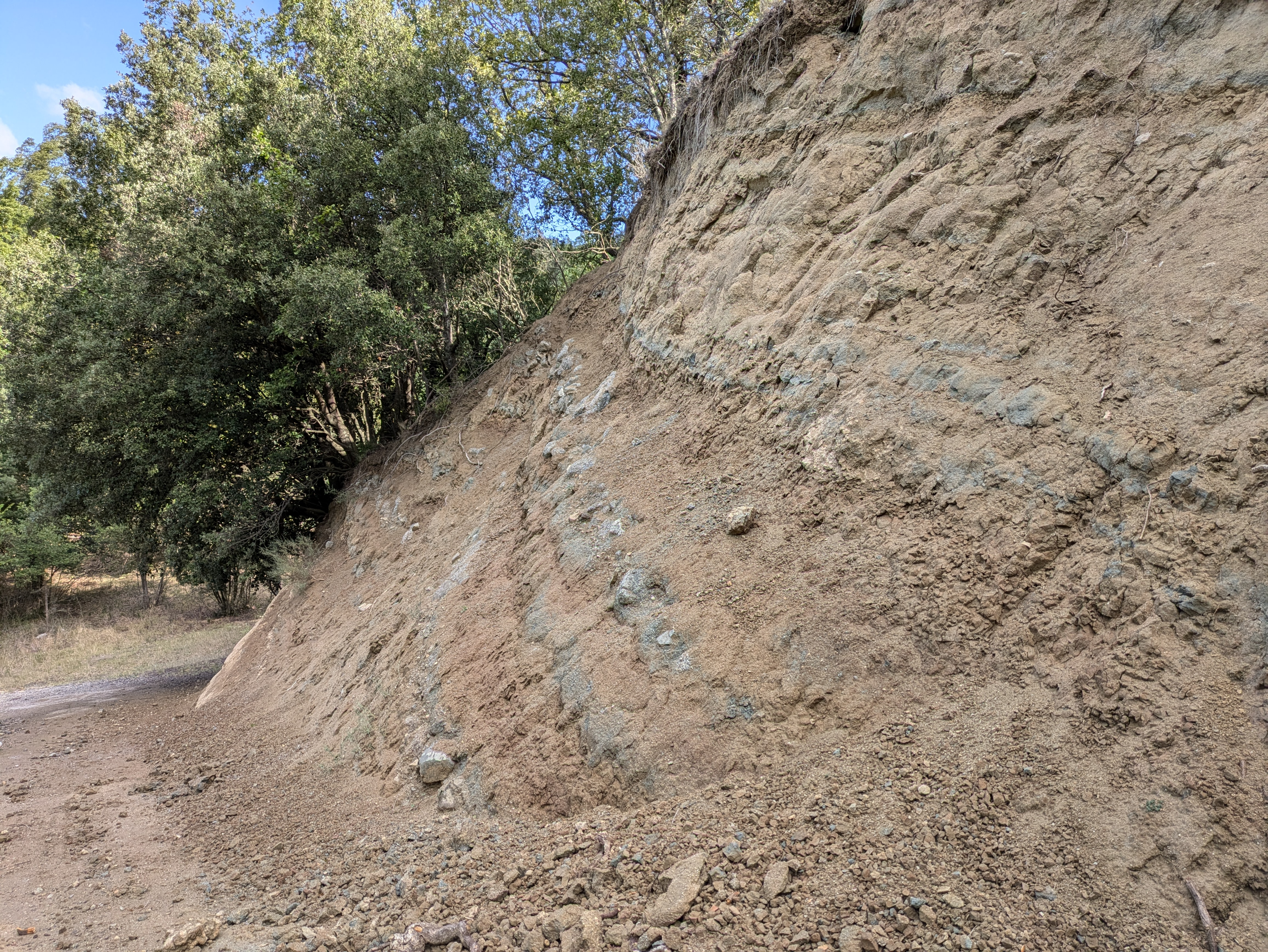
Exposition de dépôts miocènes près du village, une séquence de lits d'arkose avec des clastes de granite non-roulés[7].

L'altitude de la commune varie entre 244 et 568 mètres.

### Hydrographie

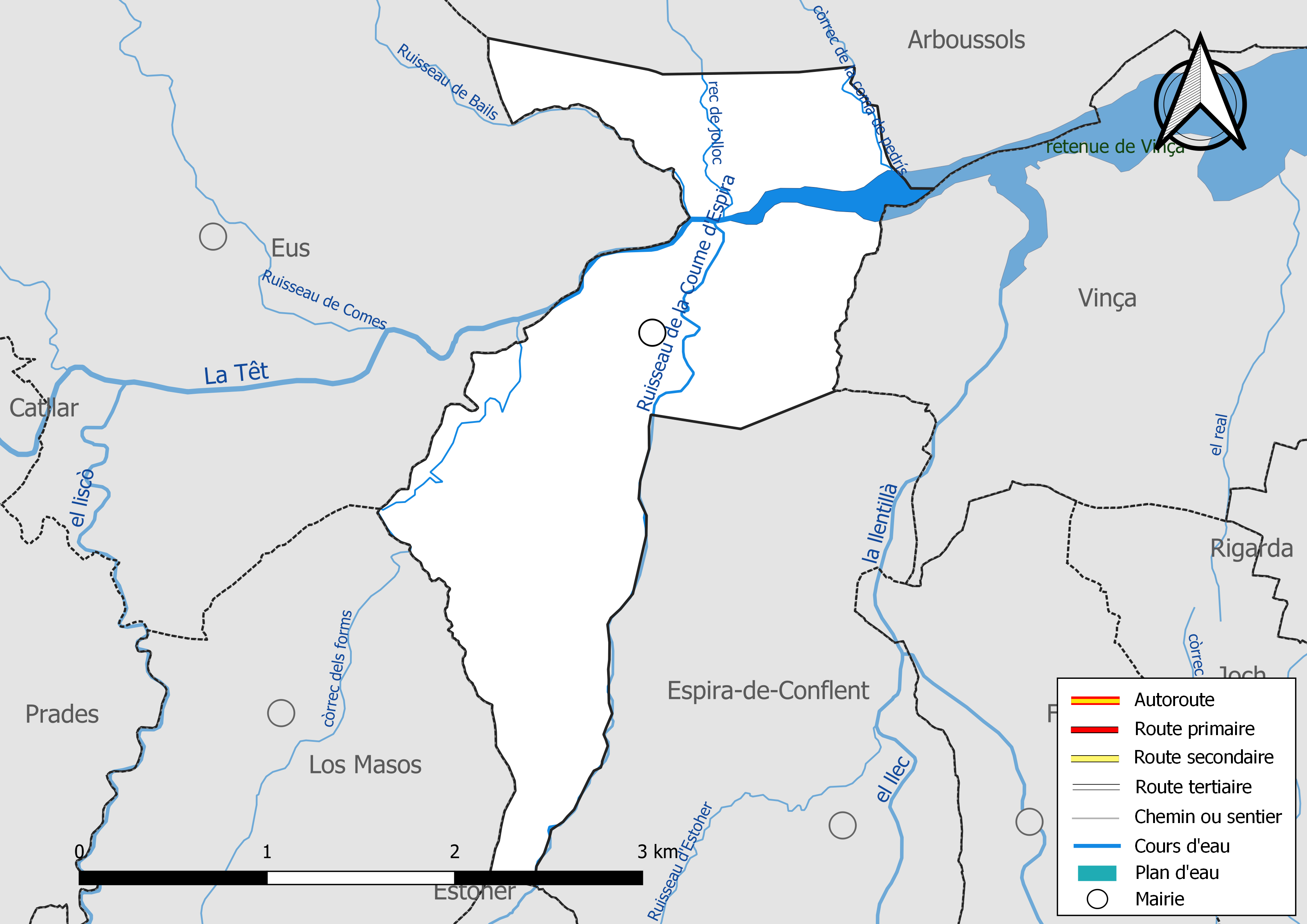
Carte hydrographique de la commune.

La commune est drainée par le fleuve côtier la Têt, le ruisseau de la Coume d'Espira et par divers autres petits cours d'eau.

### Climat
Pour des articles plus généraux, voir Climat de l'Occitanie et Climat des Pyrénées-Orientales.
En 2010, le climat de la commune est de type climat du Bassin du Sud-Ouest, selon une étude du CNRS s'appuyant sur une série de données couvrant la période 1971-2000. En 2020, Météo-France publie une typologie des climats de la France métropolitaine dans laquelle la commune est exposée à un climat de montagne ou de marges de montagne et est dans la région climatique Pyrénées-Orientales, caractérisée par une faible pluviométrie, un très bon ensoleillement (2 600 h/an), un air sec, particulièrement en hiver et peu de brouillards.
Pour la période 1971-2000, la température annuelle moyenne est de 13,4 °C, avec une amplitude thermique annuelle de 14,9 °C. Le cumul annuel moyen de précipitations est de 795 mm, avec 6,2 jours de précipitations en janvier et 4,1 jours en juillet. Pour la période 1991-2020, la température moyenne annuelle observée sur la station météorologique la plus proche, située sur la commune d'Eus à 2 km à vol d'oiseau, est de 13,6 °C et le cumul annuel moyen de précipitations est de 539,8 mm,. Pour l'avenir, les paramètres climatiques de la commune estimés pour 2050 selon différents scénarios d’émission de gaz à effet de serre sont consultables sur un site dédié publié par Météo-France en novembre 2022.

### Milieux naturels et biodiversité
L’inventaire des zones naturelles d'intérêt écologique, faunistique et floristique (ZNIEFF) a pour objectif de réaliser une couverture des zones les plus intéressantes sur le plan écologique, essentiellement dans la perspective d’améliorer la connaissance du patrimoine naturel national et de fournir aux différents décideurs un outil d’aide à la prise en compte de l’environnement dans l’aménagement du territoire.
Une ZNIEFF de type 1 est recensée sur la commune :
les « coteaux du Fenouillèdes et Roc del Maure » (1 147 ha), couvrant 5 communes du département et une ZNIEFF de type 2, : 
le « massif du Fenouillèdes » (34 157 ha), couvrant 40 communes dont une dans l'Aude et 39 dans les Pyrénées-Orientales.

Carte des ZNIEFF de type 1 et 2 à Marquixanes.
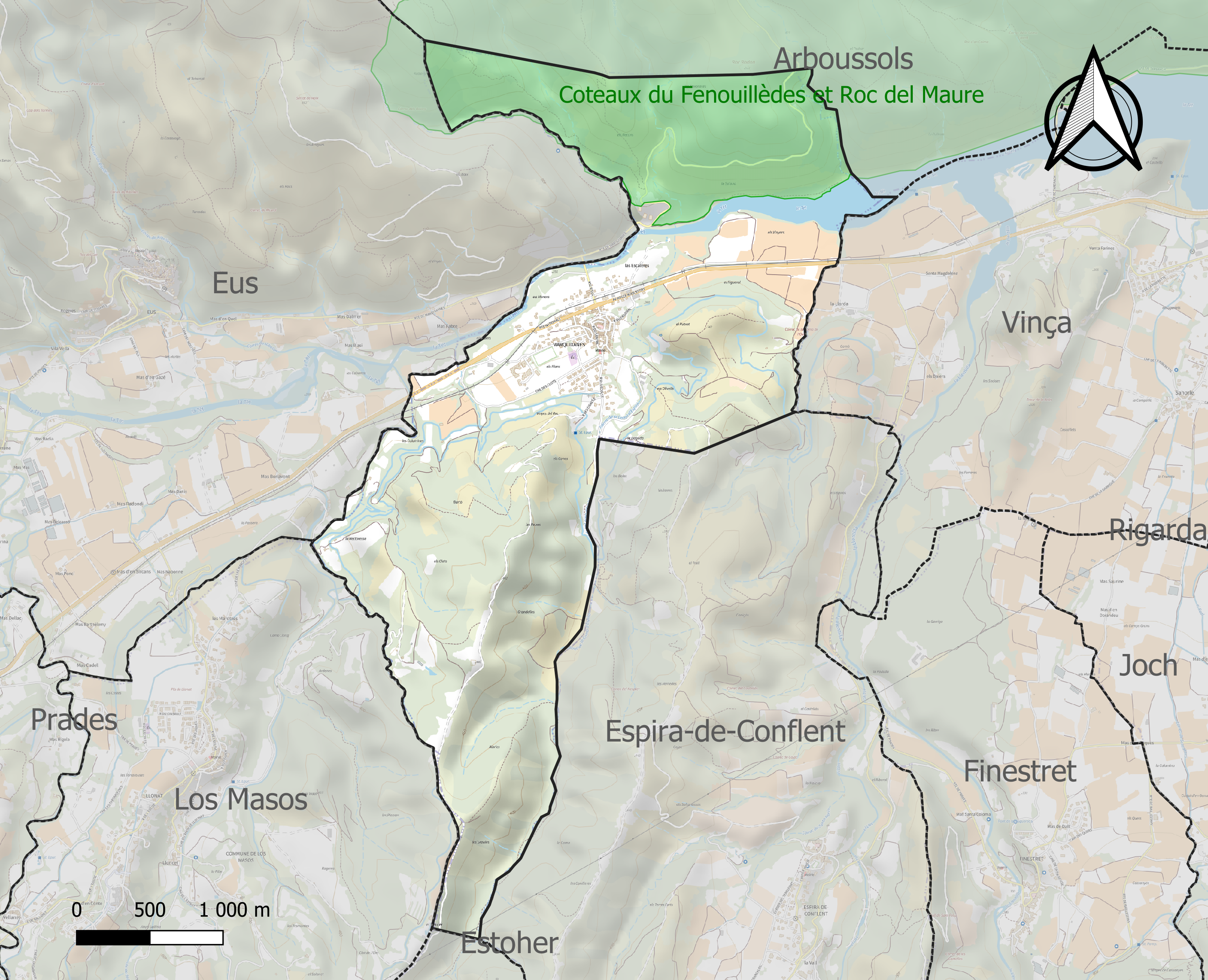
Carte de la ZNIEFF de type 1 sur la commune.
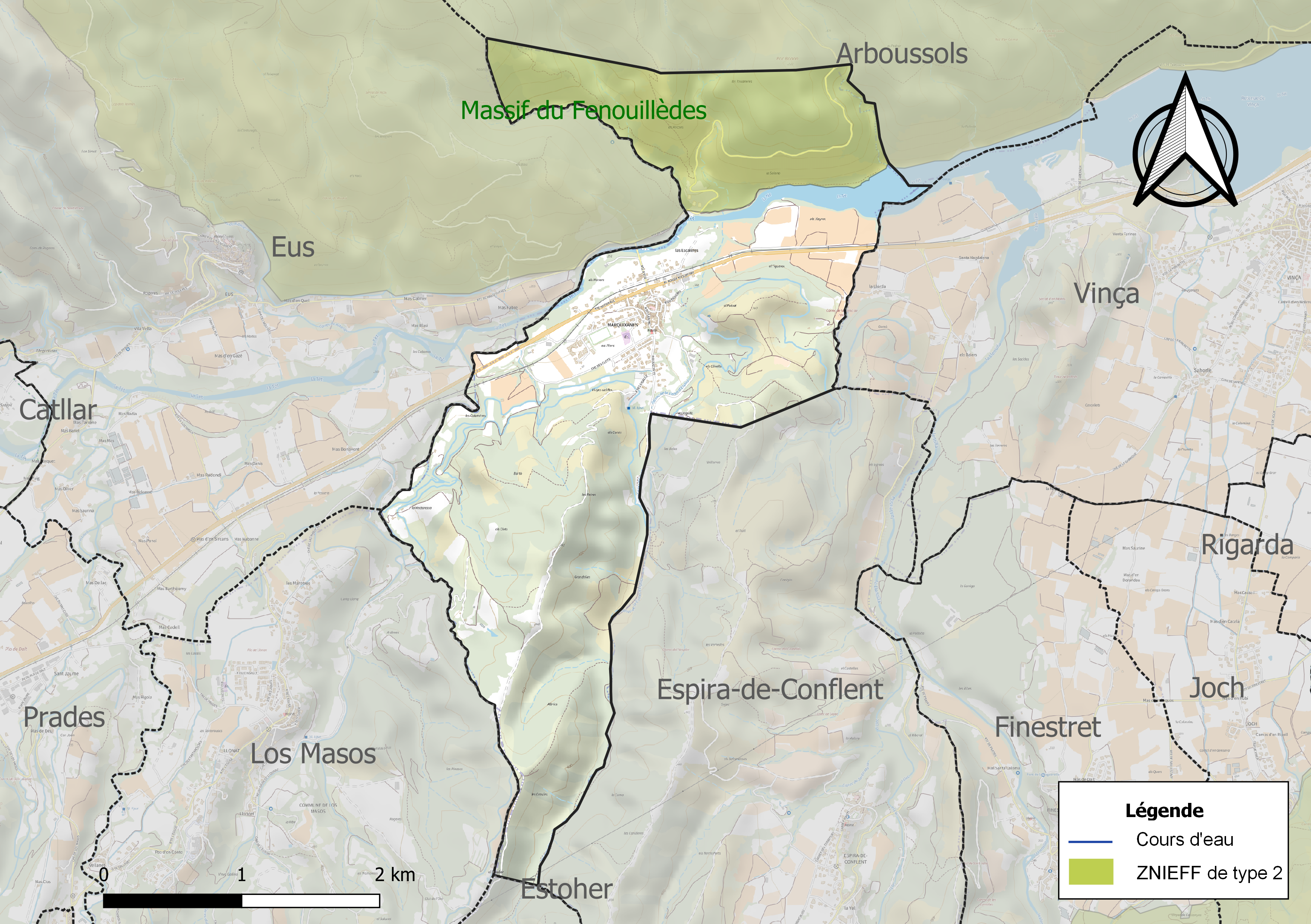
Carte de la ZNIEFF de type 2 sur la commune.

## Urbanisme

### Typologie
Au 1er janvier 2024, Marquixanes est catégorisée commune rurale à habitat dispersé, selon la nouvelle grille communale de densité à sept niveaux définie par l'Insee en 2022.
Elle est située hors unité urbaine. Par ailleurs la commune fait partie de l'aire d'attraction de Perpignan, dont elle est une commune de la couronne,. Cette aire, qui regroupe 118 communes, est catégorisée dans les aires de 200 000 à moins de 700 000 habitants,.

### Occupation des sols

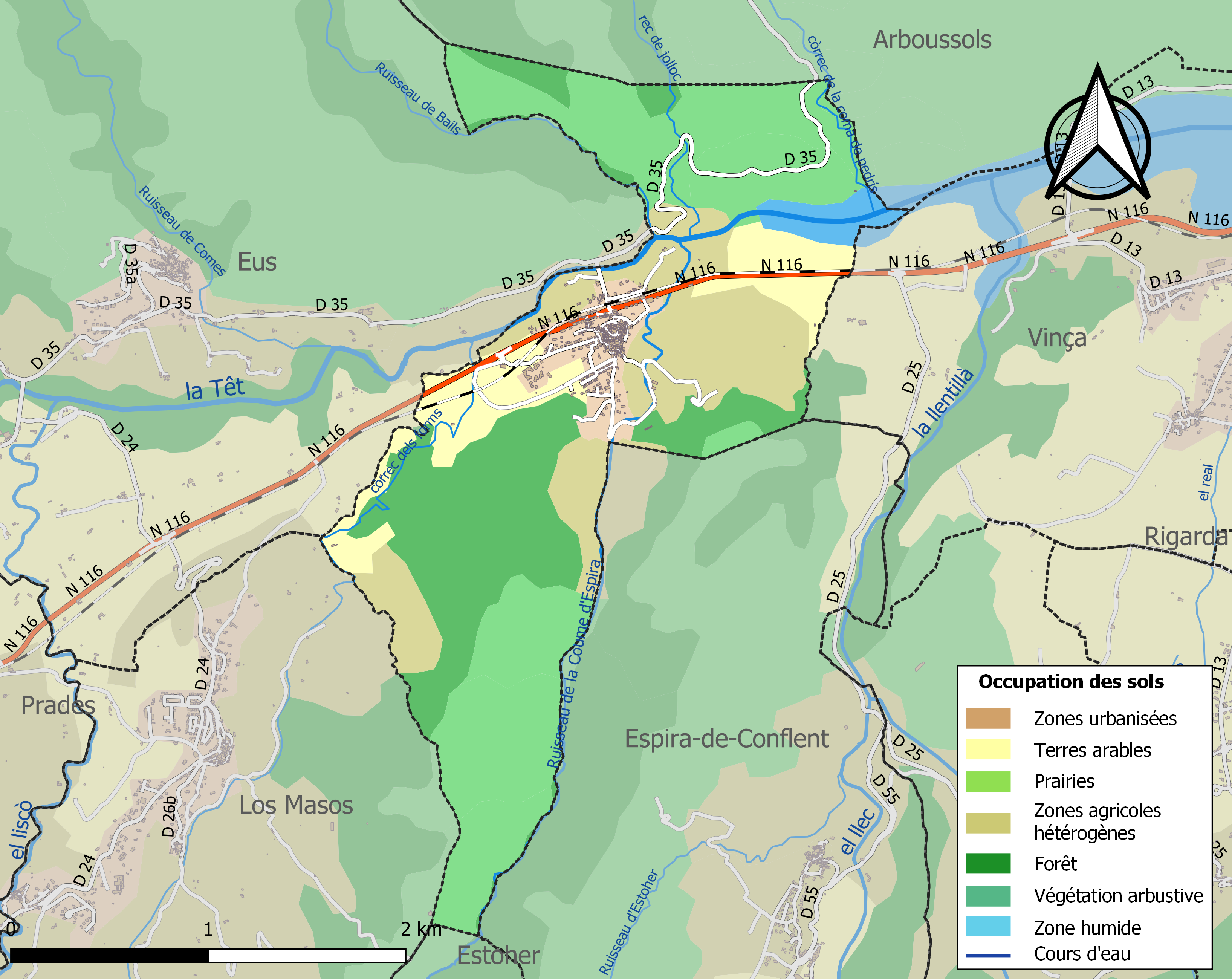
Carte des infrastructures et de l'occupation des sols de la commune en 2018 (CLC).

L'occupation des sols de la commune, telle qu'elle ressort de la base de données européenne d’occupation biophysique des sols Corine Land Cover (CLC), est marquée par l'importance des forêts et milieux semi-naturels (59,5 % en 2018), une proportion identique à celle de 1990 (59,5 %). 
La répartition détaillée en 2018 est la suivante : milieux à végétation arbustive et/ou herbacée (35,5 %), forêts (24 %), zones agricoles hétérogènes (21,5 %), cultures permanentes (11,2 %), zones urbanisées (5,6 %), eaux continentales (2,2 %). 
L'évolution de l’occupation des sols de la commune et de ses infrastructures peut être observée sur les différentes représentations cartographiques du territoire : la carte de Cassini (XVIIIe siècle), la carte d'état-major (1820-1866) et les cartes ou photos aériennes de l'IGN pour la période actuelle (1950 à aujourd'hui).

### Habitat et logement
En 2021, le nombre total de logements dans la commune était de 340, alors qu'il était de 330 en 2016 et de 315 en 2011. 
Parmi ces logements, 65 % étaient des résidences principales, 16,5 % des résidences secondaires et 18,5 % des logements vacants. Ces logements étaient pour 90 % d'entre eux des maisons individuelles et pour 9,1 % des appartements. 
Le tableau ci-dessous présente la typologie des logements à Marquixanes en 2021 en comparaison avec celle des Pyrénées-Orientales et de la France entière. Une caractéristique marquante du parc de logements est ainsi une proportion de résidences secondaires et logements occasionnels (16,5 %) inférieure à celle du département (27,7 %) mais supérieure à celle de la France entière (9,7 %). 
| Typologie                                               | Marquixanes | Pyrénées-Orientales | France entière |
| ------------------------------------------------------- | ----------- | ------------------- | -------------- |
| Résidences principales (en %)                           | 65          | 64,3                | 82,2           |
| Résidences secondaires et logements occasionnels (en %) | 16,5        | 27,7                | 9,7            |
| Logements vacants (en %)                                | 18,5        | 8                   | 8,1            |

### Voies de communication et transports
Marquixanes est desservi par l'ancienne route nationale 116 qui suit le cours de la Têt de la plaine littorale (à Perpignan) aux hauts plateaux de la Cerdagne et à la frontière espagnole à Bourg-Madame.
La commune compte une gare sur son territoire, la gare de Marquixanes, desservie quotidiennement par des TER Occitanie effectuant des missions entre les gares de Perpignan et de Villefranche - Vernet-les-Bains.
La ligne 520 du réseau régional liO relie la commune à la gare de Perpignan depuis Prades.

### Risques naturels et technologiques
Le territoire de la commune de Marquixanes est vulnérable à différents aléas naturels : inondations, climatiques (grand froid ou canicule), feux de forêts, mouvements de terrains et séisme (sismicité modérée). Il est également exposé à deux risques technologiques, le transport de matières dangereuses et la rupture d'un barrage, et à un risque particulier, le risque radon,.

#### Risques naturels
Certaines parties du territoire communal sont susceptibles d’être affectées par le risque d’inondation par crue torrentielle de cours d'eau du bassin de la Têt.
Les mouvements de terrains susceptibles de se produire sur la commune sont soit des mouvements liés au retrait-gonflement des argiles, soit des glissements de terrains, soit des chutes de blocs. Une cartographie nationale de l'aléa retrait-gonflement des argiles permet de connaître les sols argileux ou marneux susceptibles vis-à-vis de ce phénomène.
La commune est classée en zone de sismicité 3, correspondant à une sismicité modérée.

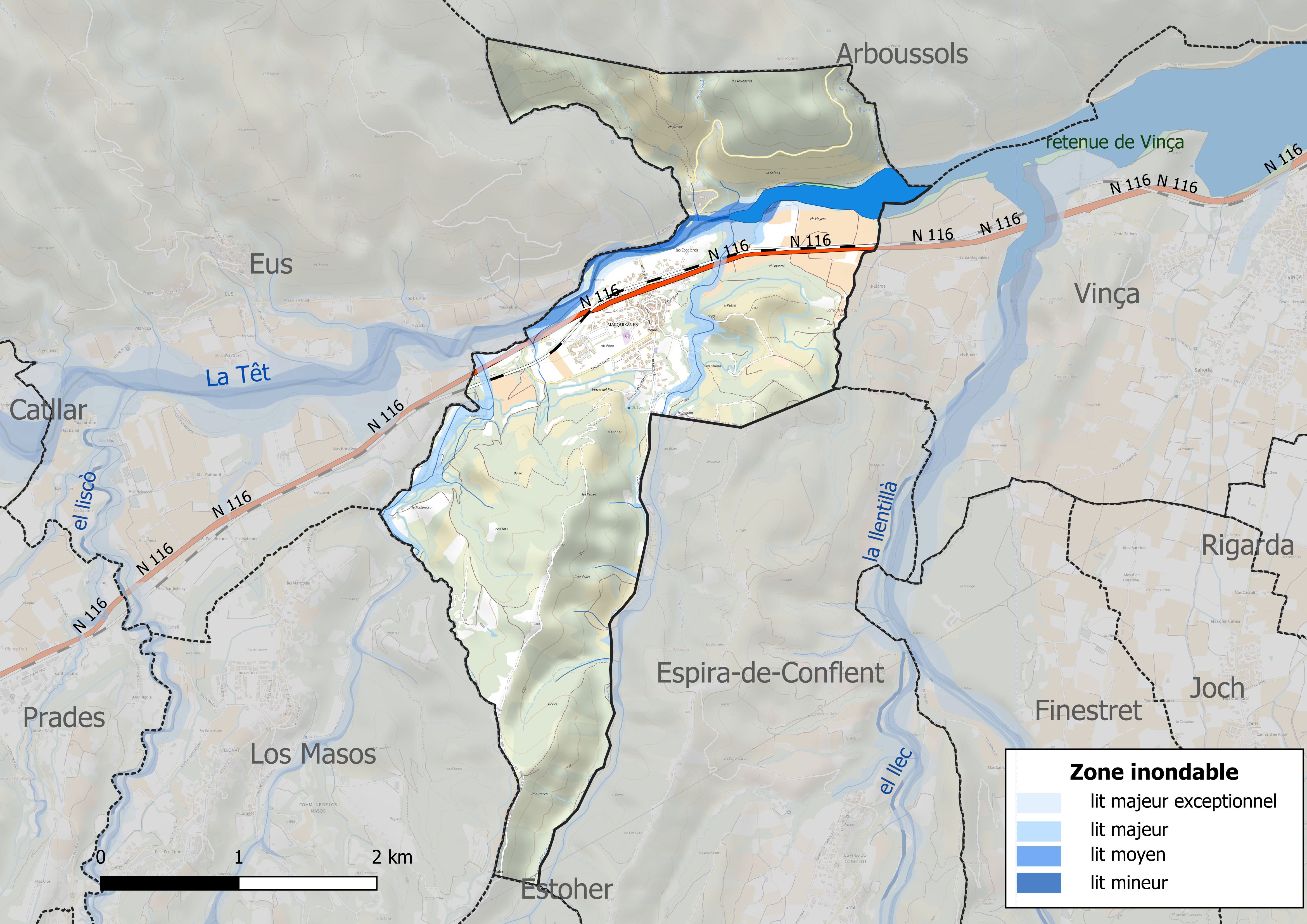
Carte des zones inondables.
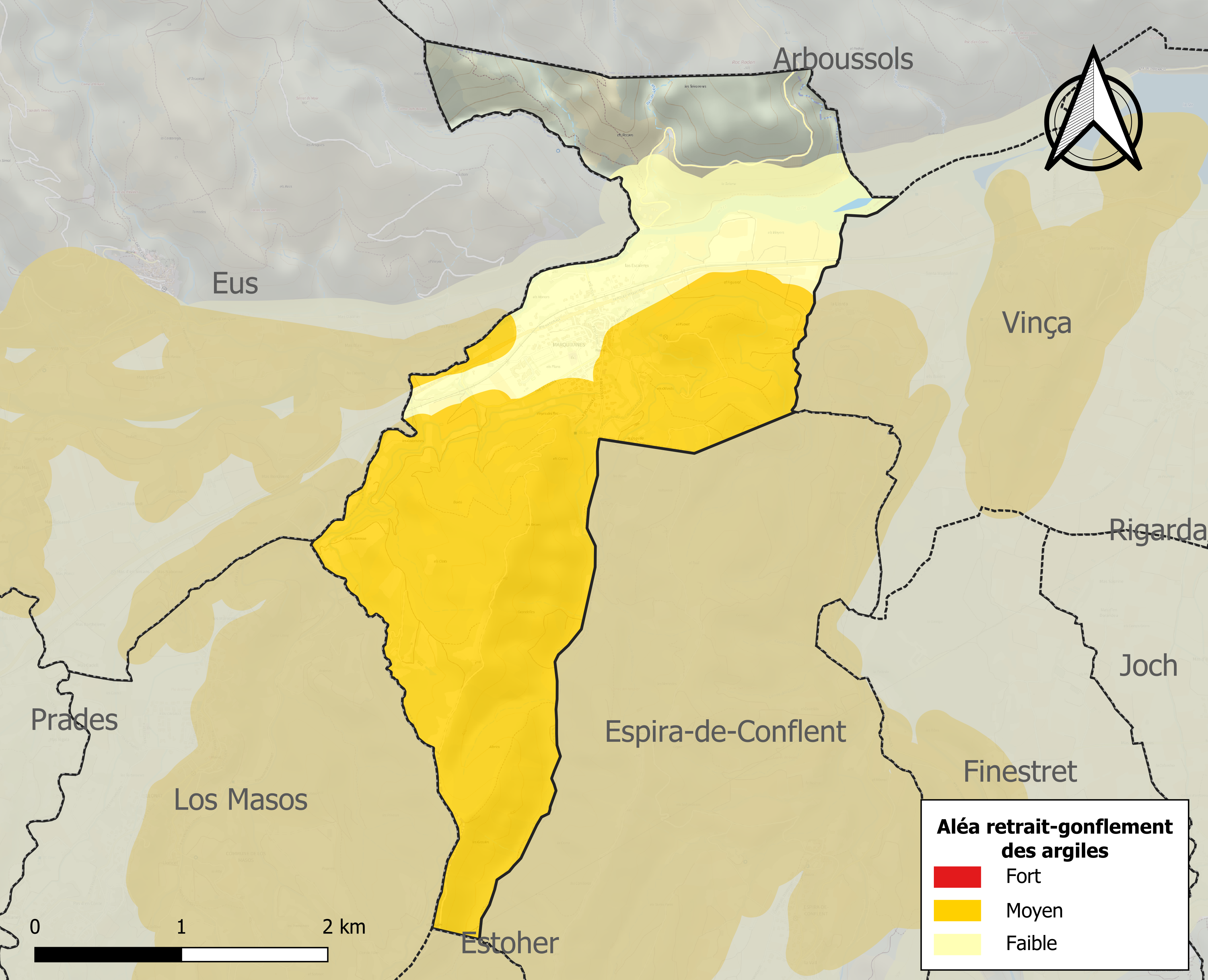
Carte des zones d'aléa retrait-gonflement des argiles.

#### Risques technologiques
Le risque de transport de matières dangereuses sur la commune est lié à sa traversée par une route à fort trafic. Un accident se produisant sur une telle infrastructure est en effet susceptible d’avoir des effets graves au bâti ou aux personnes jusqu’à 350 m, selon la nature du matériau transporté. Des dispositions d’urbanisme peuvent être préconisées en conséquence.
Dans le département des Pyrénées-Orientales, on dénombre sept grands barrages susceptibles d’occasionner des dégâts en cas de rupture. La commune fait partie des 66 communes susceptibles d’être touchées par l’onde de submersion consécutive à la rupture d’un de ces barrages, le barrage des Bouillouses sur la Têt, un ouvrage de 17,5 m de hauteur construit en 1910.

#### Risque particulier
Dans plusieurs parties du territoire national, le radon, accumulé dans certains logements ou autres locaux, peut constituer une source significative d’exposition de la population aux rayonnements ionisants. Toutes les communes du département sont concernées par le risque radon à un niveau plus ou moins élevé. Selon la classification de 2018, la commune de Marquixanes est classée en zone 3, à savoir zone à potentiel radon significatif.

## Toponymie

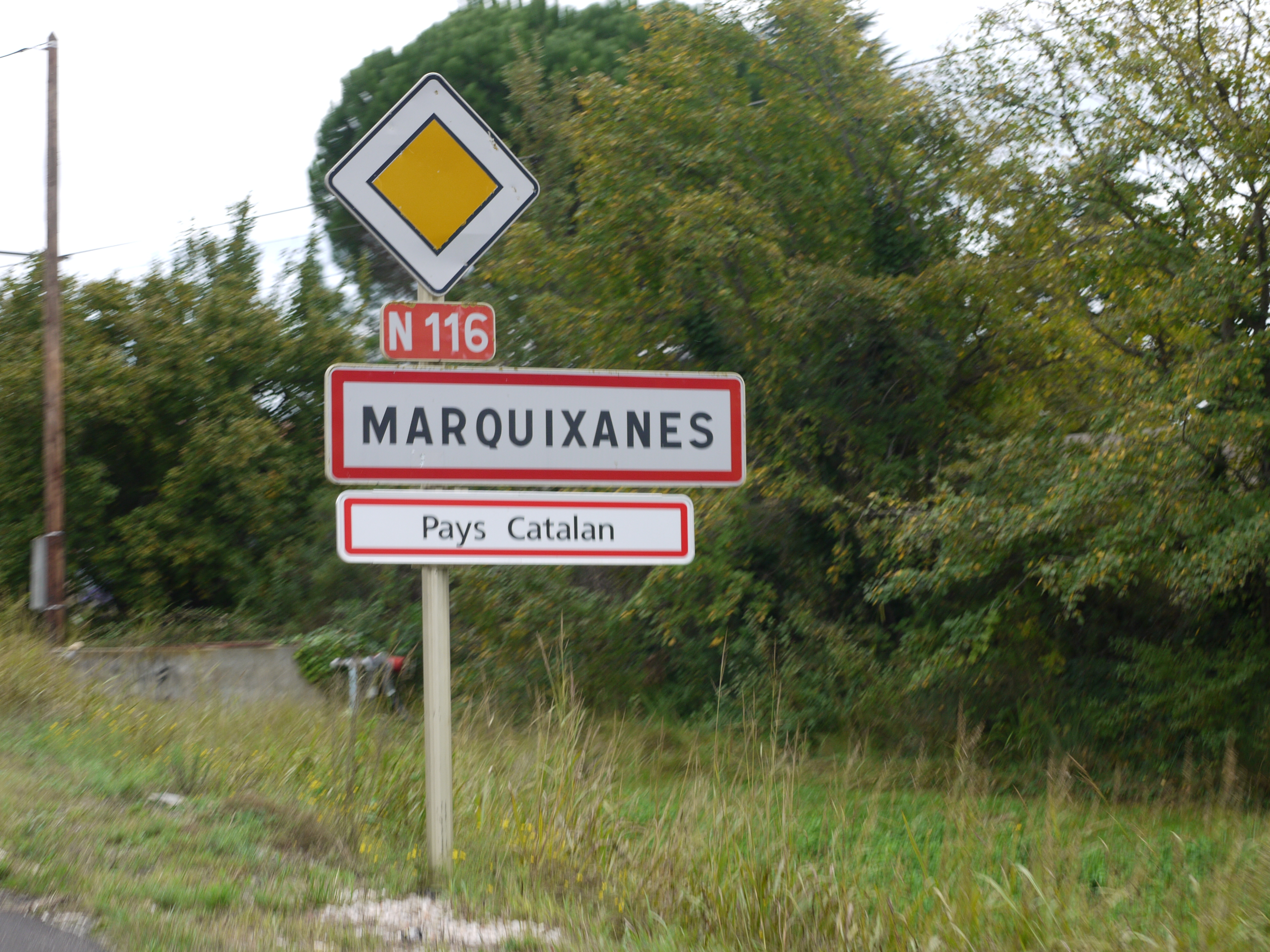
Panneau d'entrée de Marquixanes.

La première mention du nom en 1007 est Marchexanes, alors qu'un certain Miron et son épouse font don de terrains situés à Marquixanes au profit de l'abbaye Saint-Martin-du-Canigou. On rencontre ensuite Matrechexanas en 1025 et Madrechexanes en 1035, suivies au XIIe siècle des formes Marechexanes et Marchexanes. On a aux XIVe et XVe siècles Marcaxanes et Marquexanes, au XVIIe siècle Marcaxanes et Marqueixanes. Le nom actuel, Marquixanes, s'impose à partir du XVIIIe siècle.
Marquixanes est une francisation du catalan Marqueixanes, prononcé [məɾki'ʃanəs] ou [məɾkə'ʃanəs].

## Histoire

### Moyen Âge
Une première église est bâtie au XIe siècle sur les restes d'un soubassement terrassé par les romains. De cette petite église romane, il ne reste presque rien. Une deuxième église plus grande, construite au XIVe siècle d'après la thèse des architectes venus étudier les lieux en 2014, aurait également disparu.

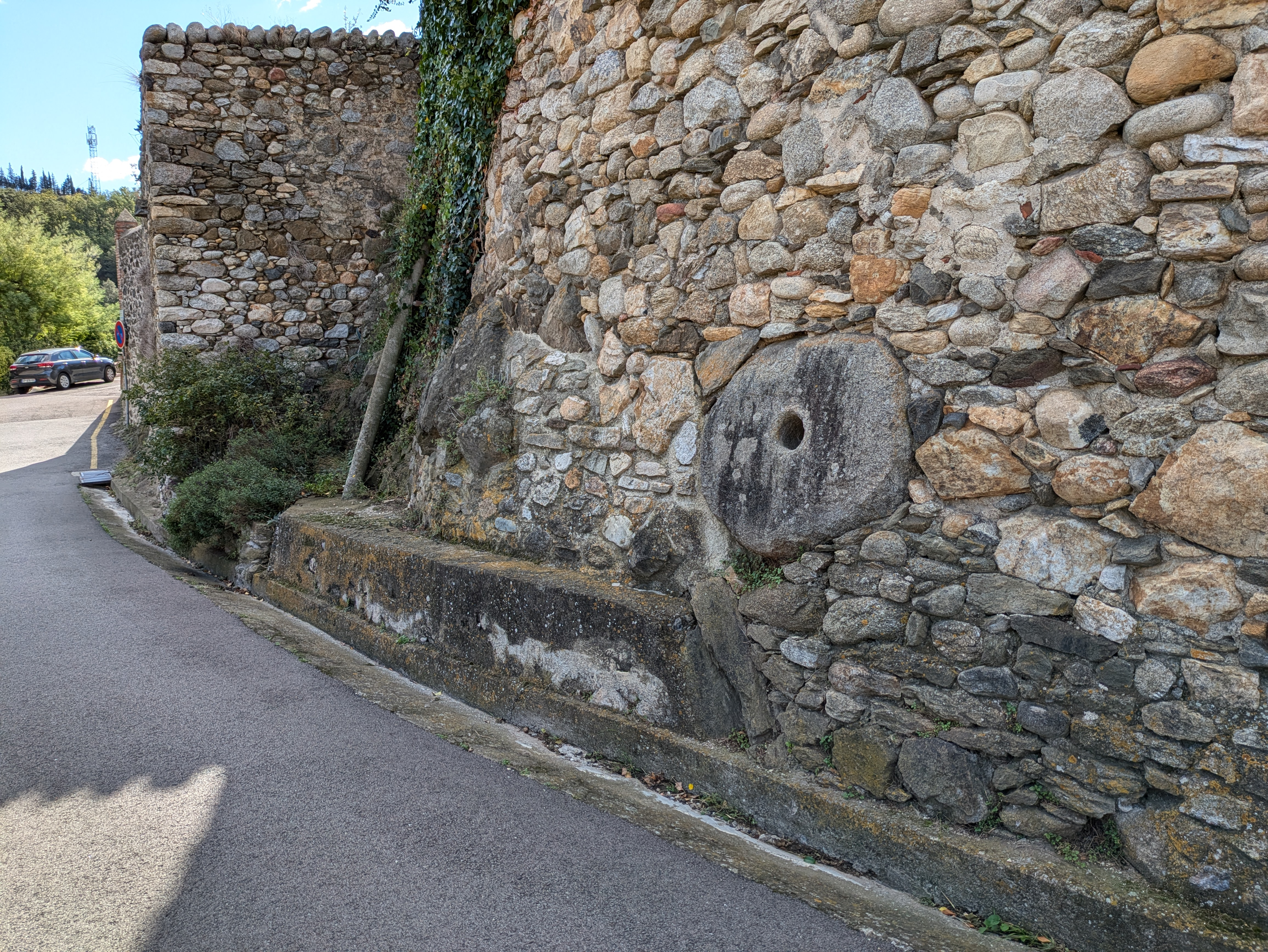
Meule en granit incorporée dans le mur médiéval du village de Marquixanes.

Autour de la première église s'est installée une cellera en trois périodes. Une première enceinte a d'abord enserré quelques celliers construits dans le périmètre du cimetière, espace consacré censé être à l'abri des pillages. Les récoltes y sont engrangées. En 1172 le roi Alphonse d'Aragon donne l'autorisation de construire un deuxième rang de fortification. Ce rempart protège un périmètre plus important et abrite des celliers supplémentaires. Il est en galets disposés en arête-de-poisson. En 1245 Jaume premier, roi d'Aragon accorde le privilège de construire de nouvelles fortifications.
Les celliers ont été utilisés pour conserver les récoltes jusqu'au XIXe siècle. Ce n'est qu'à cette époque que quelques celliers ont été convertis en maisons. Certains d'entre eux servent encore de remise dans les années 2010.
Dans sa forme actuelle l'église est  dédiée à sainte Eulalie. Elle date du XVIIe siècle, le clocher porte la date de 1611.

### Révolution française et Empire

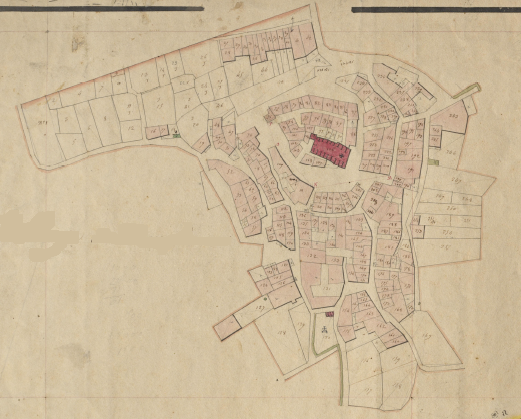
Cadastre napoléonien de 1812 de Marquixanes

## Politique et administration

### Rattachements administratifs et électoraux

#### Rattachements administratifs
La commune se trouve depuis 1926 dans l'arrondissement de Prades du département des Pyrénées-Orientales.
Elle faisait partie depuis 1793 du canton de Vinça. Dans le cadre du redécoupage cantonal de 2014 en France, cette circonscription administrative territoriale a disparu, et le canton n'est plus qu'une circonscription électorale.

#### Rattachements électoraux
Pour les élections départementales, la commune fait partie depuis 2014 du canton du Canigou
Pour l'élection des députés, elle fait partie de la troisième circonscription des Pyrénées-Orientales.

### Intercommunalité
Marquixanes était membre de la communauté de communes du Conflent, un établissement public de coopération intercommunale (EPCI) à fiscalité propre créé en 2001 et auquel la commune avait transféré un certain nombre de ses compétences, dans les conditions déterminées par le code général des collectivités territoriales.
Conformément aux prescriptions de la loi de réforme des collectivités territoriales du 16 décembre 2010, qui a prévu le renforcement et la simplification des intercommunalités et la constitution de structures intercommunales de grande taille, cette intercommunalité a fusionné avec sa voisine pour former, le 1er janvier 2014, la communauté de communes Conflent Canigó, dont est désormais membre la commune.

### Liste des maires
| Période        | Période                       | Identité                  | Étiquette | Qualité                        |
| -------------- | ----------------------------- | ------------------------- | --------- | ------------------------------ |
| 1790           | 1793                          | Jean Carbonell            |           |                                |
| 1793           | 1795                          | Bonaventure Vergès        |           |                                |
| 1795           | 1795                          | François Vallmary         |           |                                |
| 1795           | 1796                          | François Mas-Molins       |           |                                |
| 1796           | 1800                          | Jean Carbonell            |           |                                |
| 1800           | 1810                          | Xavier Queyra             |           |                                |
| 1810           | 1815                          | Ambroise Mas-Marie        |           |                                |
| 1815           | 1815                          | Bonaventure Ferran        |           |                                |
| 1815           | 1826                          | François-Xavier de Compte |           |                                |
| 1826           | 1828                          | Joseph Solera             |           |                                |
| 1828           | 1831                          | Joseph Mas-Maler          |           |                                |
| 1831           | 1846                          | Jean Izern                |           |                                |
| 1846           | 1848                          | Pierre Vergès             |           |                                |
| 1848           | 1856                          | Maurice Mas               |           |                                |
| 1856           | 1858                          | Jean Solera               |           |                                |
| 1858           | 1865                          | François Dorandeu-Solera  |           |                                |
| 1865           | 1873                          | François Mas-Illes        |           |                                |
| 1874           | 1903                          | Jean Petit                |           |                                |
| 1903           | 1908                          | François Escape           |           |                                |
| 1908           | 1919                          | François Dorandeu         |           |                                |
| 1919           | 1924                          | Pierre Llagonne           |           |                                |
| 1925           | 1944                          | Joseph Dorandeu           |           |                                |
| 1944           | 1947                          | Martin Fons               |           |                                |
| 1947           | 1959                          | Laurent Fabre             |           |                                |
| 1959           | 1966                          | Émile Pauco               |           |                                |
| 1966           | 1977                          | Lucien Baillette          |           |                                |
| 1977           | 1983                          | Jules Debeyre             |           |                                |
| 1983           | 2001                          | Gérard Dorandeu           |           |                                |
| 2001           | 2014                          | Gérard Capdet             |           |                                |
| 2014           | septembre 2022                | Anne-Marie Canal          |           | Cadre retraitée Démissionnaire |
| septembre 2022 | En cours (au 29 janvier 2023) | Jacques Vanelle           |           | Ouvrier retraité               |

## Population et société
Les habitants sont appelés les Marquixanois ou  Marquixanoises.
Marquixanes est une commune rurale qui compte 585 habitants en 2022, après avoir connu une forte hausse de la population depuis 1975.

### Démographie ancienne
La population est exprimée en nombre de feux (f) ou d'habitants (H).
| 1358 | 1365 | 1378 | 1424 | 1470 | 1515 | 1553 | 1709 | 1720 |
| ---- | ---- | ---- | ---- | ---- | ---- | ---- | ---- | ---- |
| 27 f | 26 f | 13 f | 13 f | 27 f | 24 f | 25 f | 84 f | 82 f |

| 1767  | 1774  | 1789  | - | - | - | - | - | - |
| ----- | ----- | ----- | - | - | - | - | - | - |
| 505 H | 102 f | 110 f | - | - | - | - | - | - |

### Démographie contemporaine
L'évolution du nombre d'habitants est connue à travers les recensements de la population effectués dans la commune depuis 1793. Pour les communes de moins de 10 000 habitants, une enquête de recensement portant sur toute la population est réalisée tous les cinq ans, les populations de référence des années intermédiaires étant quant à elles estimées par interpolation ou extrapolation. Pour la commune, le premier recensement exhaustif entrant dans le cadre du nouveau dispositif a été réalisé en 2004.

En 2022, la commune comptait 585 habitants, en évolution de +7,73 % par rapport à 2016 (Pyrénées-Orientales : +3,92 %, France hors Mayotte : +2,11 %).
| 1793 | 1800 | 1806 | 1821 | 1831 | 1836 | 1841 | 1846 | 1851 |
| ---- | ---- | ---- | ---- | ---- | ---- | ---- | ---- | ---- |
| 474  | 488  | 564  | 571  | 561  | 581  | 589  | 619  | 583  |

| 1856 | 1861 | 1866 | 1872 | 1876 | 1881 | 1886 | 1891 | 1896 |
| ---- | ---- | ---- | ---- | ---- | ---- | ---- | ---- | ---- |
| 576  | 536  | 532  | 530  | 570  | 564  | 509  | 491  | 480  |

| 1901 | 1906 | 1911 | 1921 | 1926 | 1931 | 1936 | 1946 | 1954 |
| ---- | ---- | ---- | ---- | ---- | ---- | ---- | ---- | ---- |
| 446  | 461  | 480  | 446  | 393  | 416  | 412  | 386  | 405  |

| 1962 | 1968 | 1975 | 1982 | 1990 | 1999 | 2004 | 2006 | 2009 |
| ---- | ---- | ---- | ---- | ---- | ---- | ---- | ---- | ---- |
| 388  | 363  | 333  | 307  | 299  | 397  | 513  | 527  | 541  |

| 2014 | 2019 | 2022 | - | - | - | - | - | - |
| ---- | ---- | ---- | - | - | - | - | - | - |
| 551  | 574  | 585  | - | - | - | - | - | - |

| selon la population municipale des années : | 1968 | 1975 | 1982 | 1990 | 1999 | 2006 | 2009 | 2013 |
| Rang de la commune dans le département      | 115  | 101  | 109  | 119  | 111  | 108  | 107  | 107  |
| Nombre de communes du département           | 232  | 217  | 220  | 225  | 226  | 226  | 226  | 226  |

### Manifestations culturelles et festivités
- Fête patronale : 10 décembre[47] ;
- Fête communale : 22 septembre[47].

## Économie

### Revenus
En 2018, la commune compte 201 ménages fiscaux, regroupant 473 personnes. La médiane du revenu disponible par unité de consommation est de 15 800 € (19 350 € dans le département).

### Emploi
|                | 2008   | 2013   | 2018   |
| -------------- | ------ | ------ | ------ |
| Commune        | 9 %    | 12,7 % | 17,7 % |
| Département    | 10,3 % | 12,9 % | 13,3 % |
| France entière | 8,3 %  | 10 %   | 10 %   |

En 2018, la population âgée de 15 à 64 ans s'élève à 343 personnes, parmi lesquelles on compte 57,7 % d'actifs (40 % ayant un emploi et 17,7 % de chômeurs) et 42,3 % d'inactifs,. En  2018, le taux de chômage communal (au sens du recensement) des 15-64 ans est supérieur à celui de la France et du département, alors qu'il était inférieur à celui du département en 2008.
La commune fait partie de la couronne de l'aire d'attraction de Perpignan, du fait qu'au moins 15 % des actifs travaillent dans le pôle,. Elle compte 126 emplois en 2018, contre 121 en 2013 et 129 en 2008. Le nombre d'actifs ayant un emploi résidant dans la commune est de 142, soit un indicateur de concentration d'emploi de 88,3 % et un taux d'activité parmi les 15 ans ou plus de 44,4 %.
Sur ces 142 actifs de 15 ans ou plus ayant un emploi, 25 travaillent dans la commune, soit 17 % des habitants. Pour se rendre au travail, 81,4 % des habitants utilisent un véhicule personnel ou de fonction à quatre roues, 6,2 % les transports en commun, 9 % s'y rendent en deux-roues, à vélo ou à pied et 3,4 % n'ont pas besoin de transport (travail au domicile).

### Activités hors agriculture

#### Secteurs d'activités
46 établissements sont implantés  à Marquixanes au 31 décembre 2019. Le tableau ci-dessous en détaille le nombre par secteur d'activité et compare les ratios avec ceux du département,.
| Secteur d'activité                                                                                        | Commune | Commune | Département |
| Secteur d'activité                                                                                        | Nombre  | %       | %           |
| --- | ------- | ------- | ----------- |
| Ensemble                                                                                                  | 46      |         |             |
| Industrie manufacturière, industries extractives et autres                                                | 8       | 17,4 %  | (8,7 %)     |
| Construction                                                                                              | 8       | 17,4 %  | (14,3 %)    |
| Commerce de gros et de détail, transports, hébergement et restauration                                    | 10      | 21,7 %  | (30,5 %)    |
| Information et communication                                                                              | 4       | 8,7 %   | (1,9 %)     |
| Activités immobilières                                                                                    | 2       | 4,3 %   | (6,2 %)     |
| Activités spécialisées, scientifiques et techniques et activités de services administratifs et de soutien | 4       | 8,7 %   | (13 %)      |
| Administration publique, enseignement, santé humaine et action sociale                                    | 2       | 4,3 %   | (13,9 %)    |
| Autres activités de services                                                                              | 8       | 17,4 %  | (8,5 %)     |

Le secteur du commerce de gros et de détail, des transports, de l'hébergement et de la restauration est prépondérant sur la commune puisqu'il représente 21,7 % du nombre total d'établissements de la commune (10 sur les 46 entreprises implantées  à Marquixanes), contre 30,5 % au niveau départemental.

### Agriculture
|               | 1988 | 2000 | 2010 | 2020 |
| ------------- | ---- | ---- | ---- | ---- |
| Exploitations | 35   | 15   | 11   | 4    |
| SAU (ha)      | 164  | 95   | 27   | 61   |

La commune est dans le Conflent, une petite région agricole occupant le centre-ouest du département des Pyrénées-Orientales. En 2020, l'orientation technico-économique de l'agriculture  sur la commune est la polyculture et/ou le polyélevage. Quatre exploitations agricoles ayant leur siège dans la commune sont dénombrées lors du recensement agricole de 2020 (35 en 1988). La superficie agricole utilisée est de 61 ha,,.

## Culture locale et patrimoine

### Monuments et lieux touristiques
- Église Sainte-Eulalie de Marquixanes, église romane.
- Chapelle Saint-Pons de Marquixanes.
- Porte à bretèche. Elle date du XIIe siècle et donne accès à la cellera.

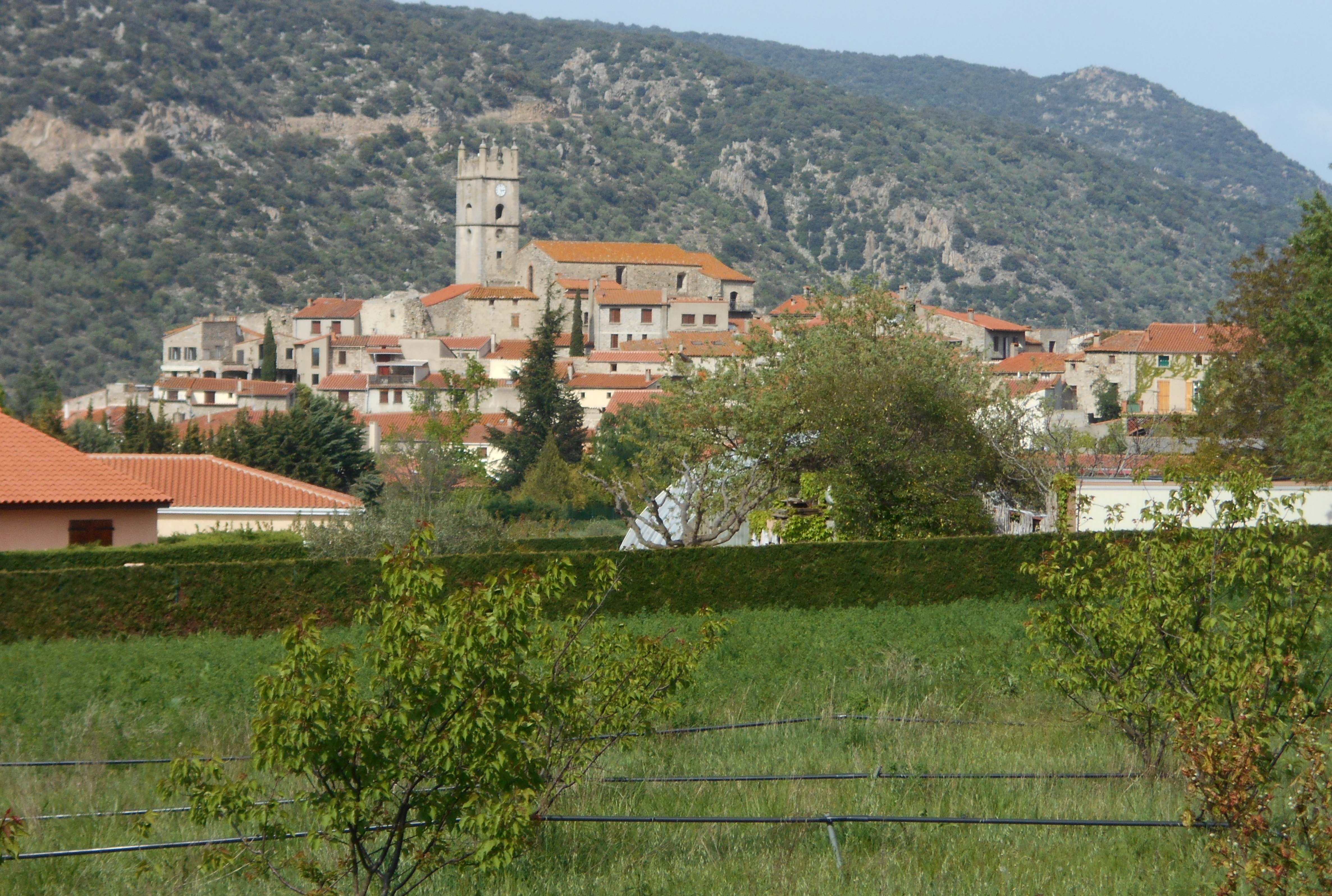
Vue générale de l'église
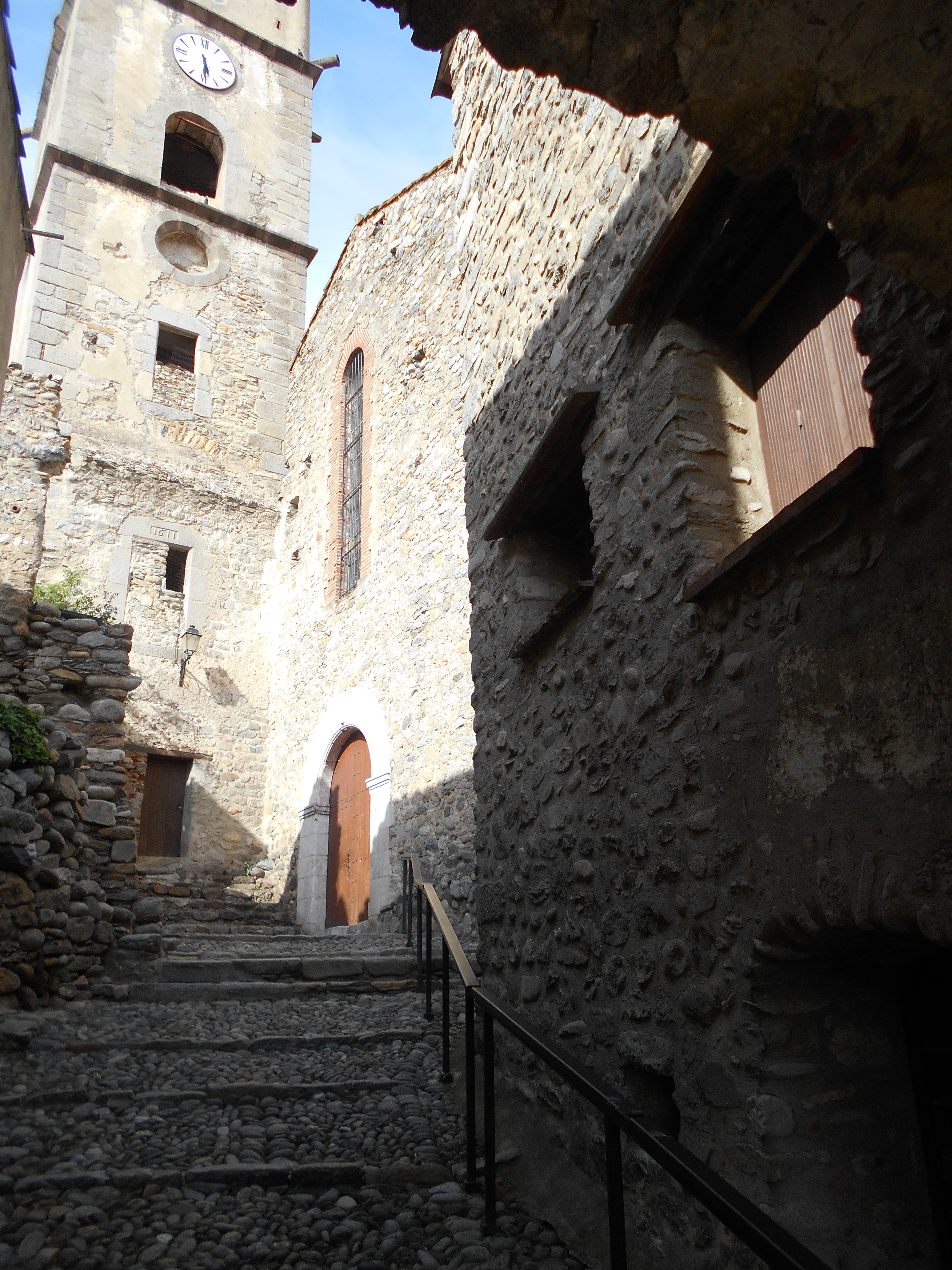
Clocher de l'église.
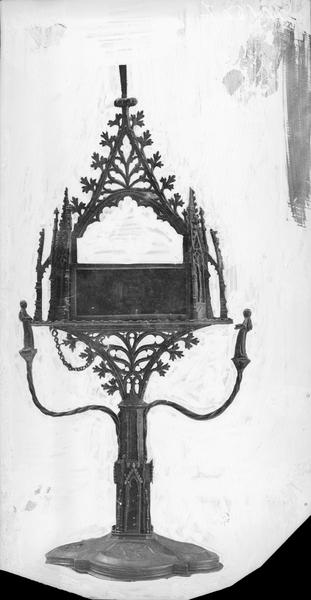
Reliquaire de l'église, photo de Brutails, 1890
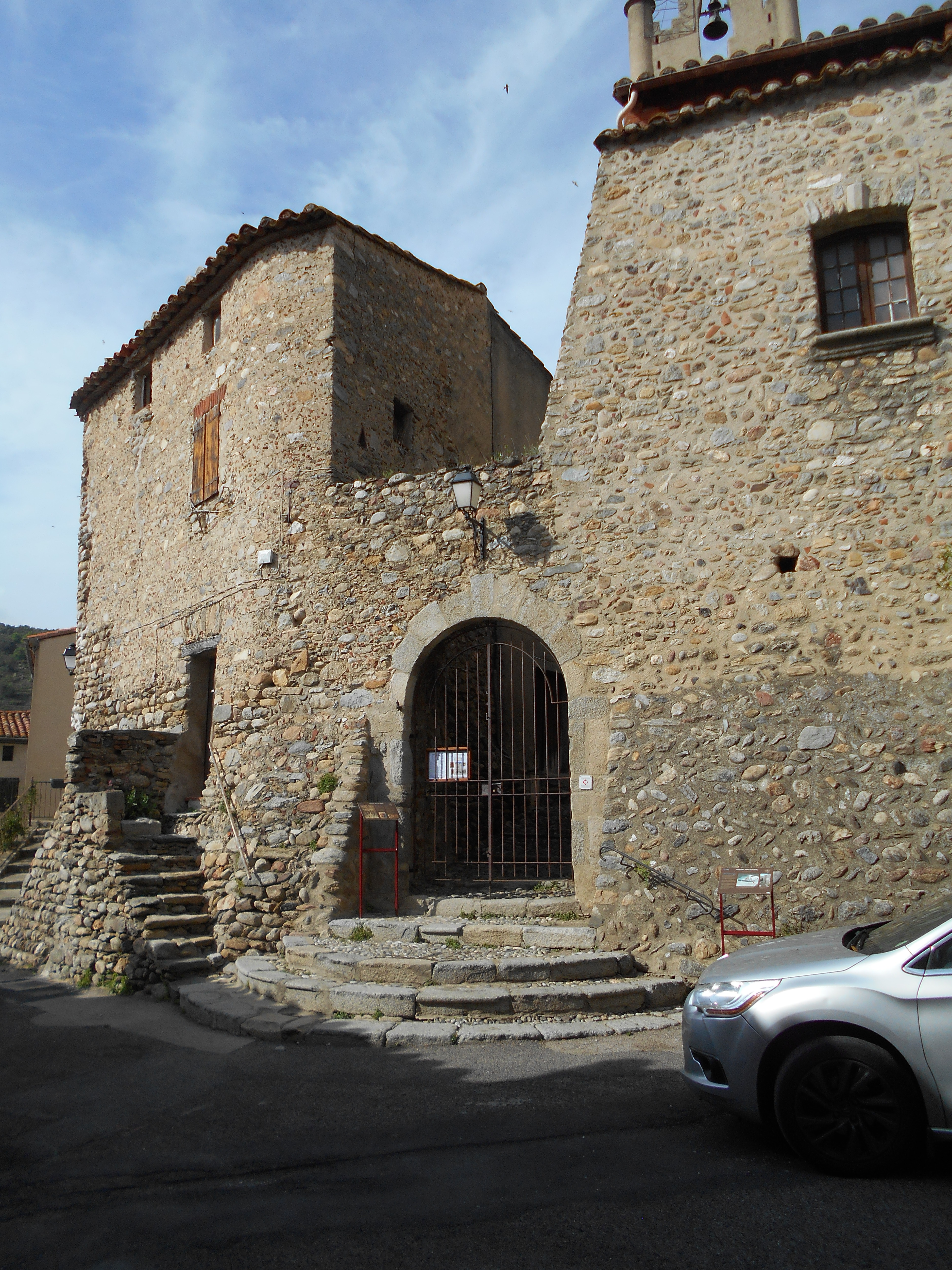
Porte de l'église de la Cellera
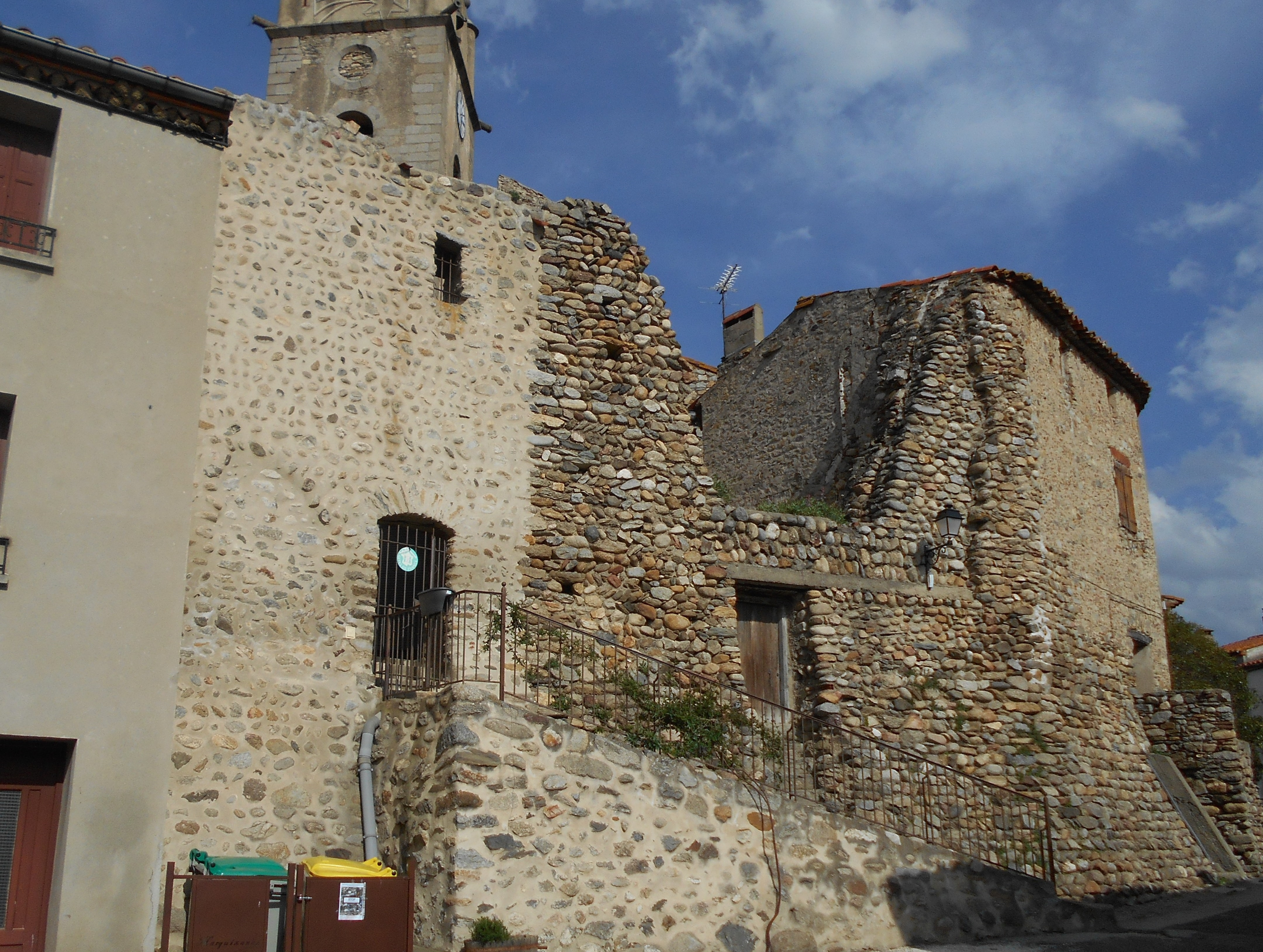
Murailles de la Cellera
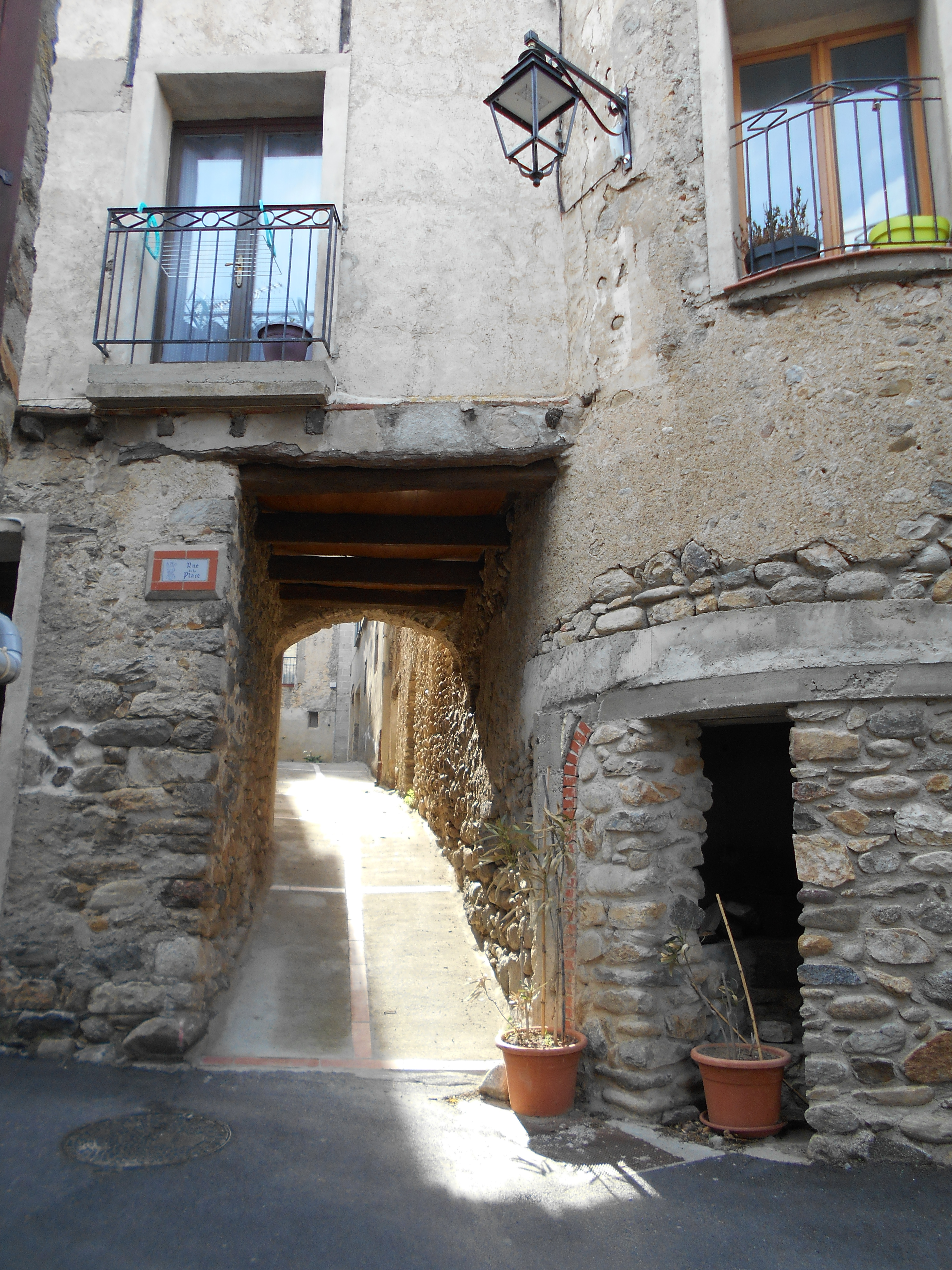
Les muralles de Marqueixanes

### Personnalités liées à la commune
- Auguste Mas (1854-1908) : homme politique mort à Marquixanes.
- Noël Bailbé (1924-2000) :  chirurgien ophtalmologue français et historien de l'Art catalan chirurgien ophtalmologue français et historien de l'art catalan, né et inhumé à Marquixanes.

### Héraldique
| Blason de Marquixanes | Blason  | Parti : au 1er d'argent au chef de sinople, au 2e de gueules plain. |
| Blason de Marquixanes | Détails | Le statut officiel du blason reste à déterminer.                    |